# James Browne
James Browne (Whitefield, Perthshire, Inglaterra, 1793 - 8 de abril de 1841) fue un intelectual y hombre de letras escocés.

## Biografía
Fue educado en Edimburgo en la Universidad de St. Andrews, donde estudió teología. En 1826 logró ser miembro de la Facultad de Abogacía, y obtuvo el grado de "doctos en leyes en el King's College (Aberdeen) de la universidad de Aberdeen.
Escribió las siguientes obras: 
- Sketch of the History of Edinburgh, for Ewbank's Picturesque Views of that city (1823-1825)
- History of the Highlands and Highland Clans (historia de las tierras altas de Escocia y sus clanes) (1834-1836).

Editor del periódico escocés Caledonian Mercury en 1827 y, dos años después, logró ser el sub-editor de la 17.ª edición de la Encyclopædia Britannica, para la cual contribuyó con un gran número de artículos.